# Leon Jay Williams
Leon Jay Williams (caratteri cinesi: 立威廉; pinyin: Li Wei Lian; Singapore, 30 luglio 1976) è un attore e cantante singaporiano naturalizzato taiwanese.
Oltre al cinese, parla inglese; egli ha infatti discendenze inglesi, tedesche, giapponesi e cinesi.
È conosciuto principalmente come attore di teen drama, essendo apparso in Green Forest, My Home e La Robe De Mariage Des Cieux. Ha fatto un cameo in un episodio di Smiling Pasta, e la sua apparizione televisiva più recente risale al 2007, quando ha recitato in My Lucky Star. Prima di intraprendere la carriera televisiva, Leon Jay è stato vincitore dei concorsi di bellezza Mister Singapore e Mister International Man.

## Discografia

### Album
- Sweet Inspirations: Leon Jay Williams - 2005

L'album di debutto è una raccolta di cover di canzoni inglesi degli anni '60 e '70. Ne sono stati tratti i singoli Can't Smile Without You e And I Love You So, di quest'ultimo è stato diretto anche un video musicale.
- Green Green Forest My Home OST: Forever - 2006 (colonna sonora)
- Beijing Olympic Water Cube Team Song - 2008 (EP)

Da quest'ultimo sono stati i tratti i singoli Love Flows (versione cinese) e Friends (versione coreana), duetto con Han Ji Hye.

## Filmografia

### Cinema
- Shi Quan Jiu Mei, regia di Yuelun Wang (2008)
- Jump, regia di Stephen Fung (2009)
- Hun hun tian tuan, regia di Joe Chien (2010)
- Wo De Ye Man Nu You 2, regia di Joe Ma (2010)
- Death Zone, regia di Yiu-Kuen Ng (2012)
- Timeless Love, regia di Dong Shen (2013)
- Doomed Disaster, regia di Jingze Yang (2015)
- For Love, regia di Laizhi Zheng (2016)
- Lulu the Movie, regia di Michelle Chong (2016)

### Serie TV
- Heaven's Wedding Gown – serie TV, 19 episodi (2004-2005)
- Smiling Pasta (2006)
- Fang yang de xing xing (2007)